# ソール・トロンデラーグ県
- 標準ノルウェー語では Trøndelag の d は発音しないため、実際の発音はトロネラーグに近い（Trondheim トロンハイム同様）。

ソール・トロンデラーグ県
Sør-Trøndelag fylke

ソール・トロンデラーグ県（Sør-Trøndelag [ˈsøːr ˈtrœndəˈlɑːɡ] ( 音声ファイル)）は、かつてノルウェー中部トロンデラーグ地方にあった県。2018年、北東側に隣接するヌール・トロンデラーグ県と合併した。
人口の半分以上がトロンハイムに住んでおり、この地方特有の訛りで喋るものも多い。

## 沿革
1662年　トロニイェム県（トロニイェムはトロンハイムの旧名称）が設置
1804年　トロニイェム県が南北に分割。北側のヌール（北）・トロニイェム県に対してソール（南）・トロニイェム県（Søndre Trondhjems amt）となった。
1919年　ソール・トロンデラーグ県と改称。
1983年　1475年から1510年までトロンヘイムの大司教であったゴート・イヴァーソンの紋章にちなんで県章が定められる。
2016年　南北トロンデラーグ県の合併についての投票が行われ、両県とも賛成多数であった。
2018年　南北トロンデラーグ県が合併し、トロンデラーグ県が設置。

## 地理
トロンヘイムフィヨルドがこの県の中心を大きく裂いており、海岸地方が北側に飛び出ている。
トロルヘイム山脈とドヴレフエル（Dovrefjell）山脈が南部に位置しており、フォーセン（Fosen）半島がフィヨルドの北に位置している。
オルクラ川（Orkla）やガウラ川（Gaula）などは鮭のよく取れる川として有名である。
ドヴレフエル-サンダスフェル国立公園（Dovrefjell-Sunndalsfjella National Park）をはじめ多くの国立公園がある。
ヌール・トロンデラーグ県の他、南西でムーレ・オ・ロムスダール県、南南西でオップラン県、南でヘードマルク県と接していた。また、西はノルウェー海に、東はスウェーデンに接していた。

## 歴史
この領域には何千年も前から人類が住んでいたらしく、トロンヘイムフィヨルド周辺に肥沃な土地が広がっているため、ヴァイキング時代にも重要な基地となったのではないかと考えられている。
トロンヘイムには幾世紀かの間大司教が所在しており、1030年オーラヴ2世の無くなった地としても有名なであり巡礼先となっている。
この地域は、1658年に北方戦争の結果、トロンヘイムを含めてスウェーデンに割譲されたが、1660年にスウェーデン王カール10世が病死したために返還された。
県南東部の都市レーロースにある鉱山町は、保存状態がよく、ユネスコの世界遺産にもなっている。

## 経済
南東部の山脈に位置する鉱山帯、レーロース、メルダルのロッケンなどでは1664年から1977年までのおよそ300年にわたって銅が採掘され、鉱山産業はこの地域の特色であった。
タムスヴァンバネン（Thamshavnbanen）というオークダルからロッケンまでの古い電気鉄道はいまだに使用可能なまま残っているものの、鉱山の近くの木々は鉱石を錬成するのに使われていたため、森林は回復していない。
現在は閉山したものの、世界遺産として観光産業に転化している。
農業もこの地域の経済に大きな位置を占めており、その多くが渓谷部に位置しており、トロンヘイム、オークダル、メルハス（Melhus）、スカウン（Skaun）, ミッドトルガウラル（Midtre Gauldal）,マルヴィク（Malvik）などが中心となっている。また、オーランド（Ørland）、リッサ（Rissa）のような海岸沿いの地域でも農業が行われる。また、海岸線では漁業も営まれる。
この県の中心となっているのは常にトロンハイムであり、トロンハイムには行政機能のほかにも農業関連の工業やハイテクビジネス、健康施設などの二次三次の産業も多い。

## 気候
この県は気候の変化が激しい。
天気は風の方向によって変りやすく、南風と偏東風が吹く日は日当たりのよい天気となる。
偏西風の吹く日は夏と冬で大きな隔たりがあり、冬の場合穏やかな天気となるが、夏の場合寒く雨の降る日が多い。
冬に北西の風が吹くと雪（海岸沿いでは霙）となり最悪の天気といえる。
フォーセン地域では2000mmを超える雨量となるが、トロンハイムでは850mmであり、オパダル（Oppdal）では500mmほどしか降雨がない。
海岸部と内陸の山岳部では大きく気候が違う。
冬、沿海部は温暖なものの風が強く、山岳部はかなりの確率で積雪が多く寒くなる。
海岸部フローヤ（Frøya）のスラ（Sula）の寒いときの平均気温1.5℃であり、山岳部レーロースでは平均気温-11.2℃まで落ち込む。夏は海岸と陸地で大きくは変らない。

## 下位行政区
ソール・トロンデラーグは25の下位行政区を持っている。
- オーフィヨルド（Åfjord）
- アグデネス（Agdenes）
- ビュグン（Bjugn）
- フローヤ（Frøya）
- ヘムネ（Hemne）
- ヒトラ（Hitra）
- ホルトーレン（Holtålen）
- クラーブー（Klæbu）
- マルヴィク（Malvik）
- メルダル（Meldal）
- メルフス（Melhus）
- ミッドトレ・ガウダル（Midtre Gauldal）
- オップダル（Oppdal）
- オークダル（Orkdal）
- オーランド（Ørland）
- オーセン（Osen）
- レンネブー（Rennebu）
- リッサ（Rissa）
- ローアン（Roan）
- ローロス（Røros）
- セルブー（Selbu）
- スカウン（Skaun）
- スニルフィヨルド（Snillfjord）
- トロンハイム（Trondheim）
- テューダール（Tydal）